# Arc-et-Senans királyi sólepárlója
Az Arc-et-Senans-i királyi sólepárló 1775–1779 között épült manufaktúra Franciaországban. Az építményegyüttest 1982-ben az UNESCO felvette a világörökség listájára.

## Fekvése
Arc-et-Senans Burgundia-Franche-Comté régióban található, Besançon megyeszékhelytől 30 kilométerre délnyugatra. A dombos táj délkeletre a Jura-hegységhez kapcsolódik. Északnyugatra a Doubs folyó völgye húzódik, amely a Rajna–Rhône–Grabens árok része. A régió lakosai főleg háziiparral, bor-, gyümölcs- és sajttermeléssel és turisztikai szolgáltatásokkal foglalkoznak. A régióban számos gyógyfürdő található, amelyek a sótartalmú gyógyforrásokra épültek és amelyek helyén a régebbi időkben sóbányák voltak.

## A sólepárló

### Története
Franche-Comtéban már a római korban bányásztak sót, például Lons-le-Saunier és Salins-les-Bains környékén. Később is számos sóbánya épült, amelyeket fallal vettek körül, hogy a sólopást megakadályozzák. A zsúfoltság miatt a sóbányákban a higiéniai és szellőzési körülmények már nem voltak megfelelőek, nagy volt a tűzveszély és a munkafolyamatok lelassultak.
Claude-Nicolas Ledoux 1771-ben kapta meg a kinevezést Franche-Comté és Lotaringia sóbányáinak felügyeletére. A királyi udvarban már előzőleg is ismert volt, többek között Madame du Barry építésze volt, de épített utakat, hidakat és falusi templomokat is. Kinevezése után szemlekörútra indult és felfigyelt a sóbányák problémáira, többek között arra, hogy a gyárakat nyomorúságos anyagú össze nem illő építőelemekből összevissza építették. Az alacsony termelékenységet nem kis részben a faellátás bonyodalmaira vezette vissza. A Salins környéki erdőket teljesen eltüzelték és a tüzelőanyagot több kilométer távolságról kellett szállítani. Ledoux ezért azt javasolta, hogy egy új lepárlót építsenek a sóforrástól 17 kilométerre, a chaux-i erdő mellett. A sós vizet vezetékeken javasolta odaszállítani, mivel „egyszerűbb a vizet utazásra küldeni, mint az erdőt darabonként a környéken átszállítani”.
XV. Lajos 1773 áprilisában rendelte el a terv végrehajtását, egy évvel később Ledoux bemutatta első javaslatát.

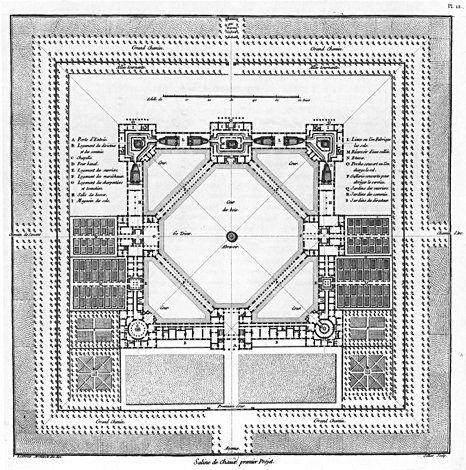
Az első terv

#### Első terv
Az első terv egyszerű alapmintát követett: tágas, négyzetes udvar, amelyet zárt épületkomplexum vett körül. Az egyszintes szárnyak sarkain és az oldalak közepén különböző rendeltetésű kétszintes építmények kaptak helyet: a bejárati oldal közepén volt a kapuzat és az irodák. A bal és jobb oldali sarkon azonos módon helyezkedett el a kápolna és a pékség – ezt később kritikával illették. Az oldalszárnyak a műhelyeknek és a kovácsoknak adtak helyet, a bejárattal szemben pedig a gyár és a sóülepítők helye volt. A szárnyak közepét átlósan nyitott galériák kötötték össze, hogy az időjárástól függetlenül rövid átjáró utakat biztosítsanak. A köztes épületekben munkáslakásokat helyeztek el, oly módon, hogy az egyes szobák a központi közös helyiséghez csatlakoztak, ahol a tűzhely volt. Az udvaron kívül a munkások számára haszonkerteket iktattak be, hogy a csekély jövedelmüket kompenzálják.
A tervezet újszerű volt abból a szempontból, hogy a gyárépületet építészetileg felértékelte, amelyet ezidáig egyszerű eszközökkel, olcsó építészeti megoldásokkal alakítottak ki. Ledoux ezzel szemben a szakrális és kastélyépítészet számára fenntartott oszlopokat használt, igaz, hogy csak a legrusztikusabb dór stílusban. Az elgondolás azonban még ebben a formában is sértette a luxusra és mértéktartásra vonatkozó szabályokat, így a király nem fogadta el a tervet.

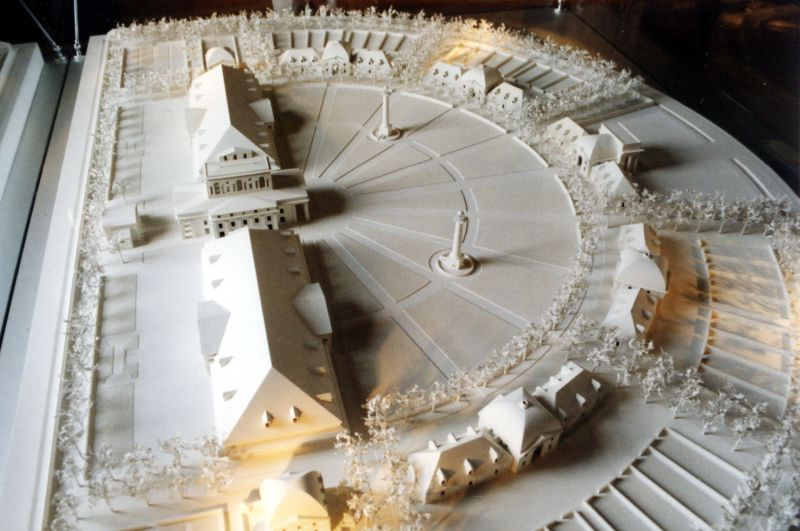
Az elkészült sólepárló makettje

#### Második terv
1774-ben Ledoux elkészítette második tervét, figyelembe véve a sólepárló munkafolyamatait. Úgy tűnik, hogy nagy hatással voltak rá az 1772-ben leégett párizsi kórház, a Hôtel-Dieu újjáépítéséről folytatott viták. Olyan építészeti megoldásra volt szükség, amely csökkenti a tűzveszélyt, és javítja a szellőzést. Antoine Petit orvos 1774-ben nyilvánosságra hozott egy alapvető sémát a kórházépítésre: köralakot javasolt, olyan építményekkel, amelyek kerékküllőként csatlakoznak egy központi pavilonhoz, ahol a kápolna és a konyha kapott helyet. Petit ellenezte a négyzetes alaprajzot, mert azt nehezebb szellőztetni és ezen kívül az ellátást is nehezítette volna.

### A létesítmény leírása

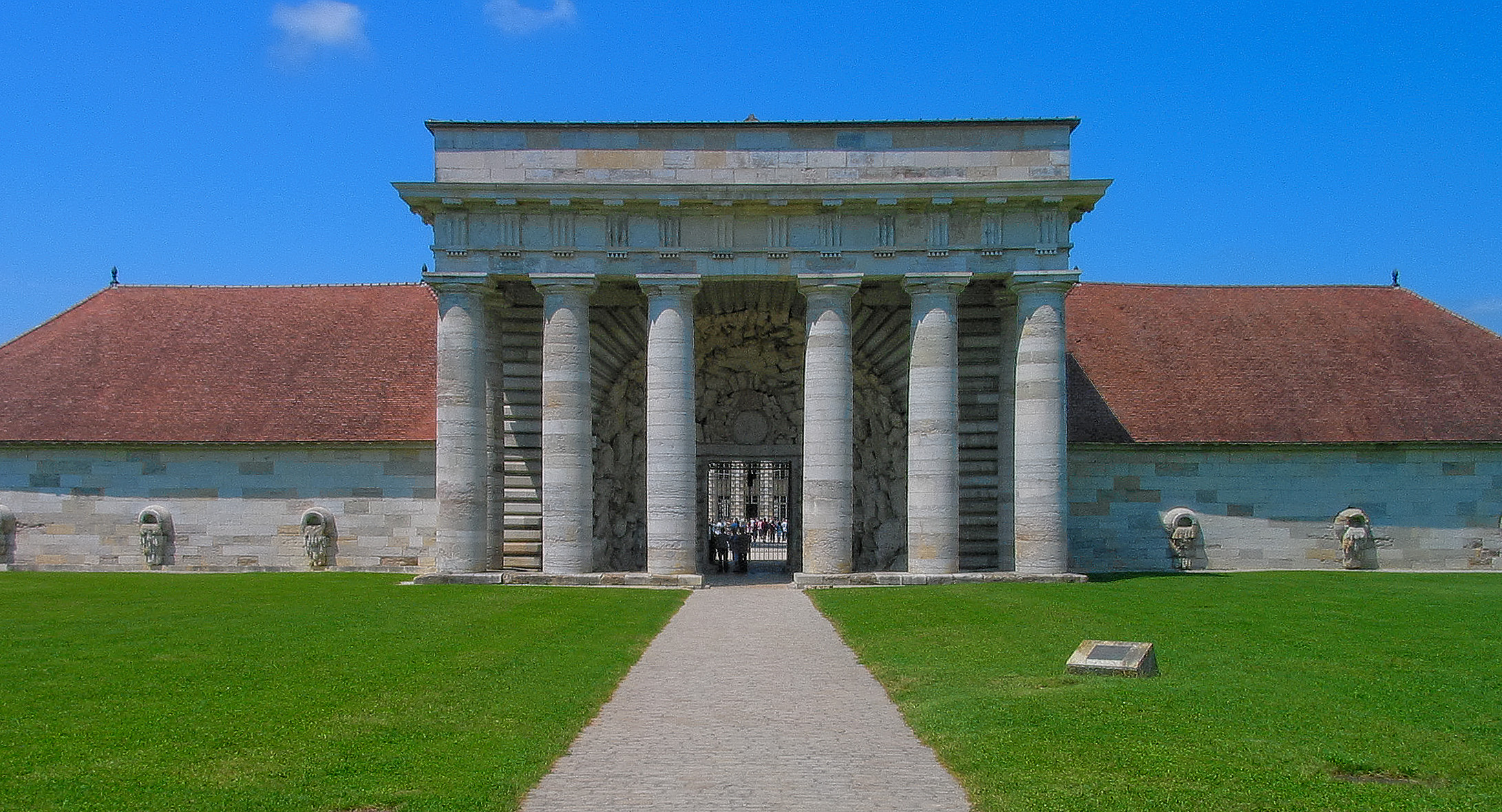
A bejárat

A chaux-i új sólepárló, amely végül is 1775 és 1779 között Arc és Senans falvak között épült fel, félkör alakban helyezkedett el, melynek sugara 225 méter volt. Az udvart tíz különálló, egymással össze nem függő pavilon vette körbe, ehhez jöttek még az istállók és a kertek. Az egész létesítményt fal vette körül. A félkört délről az egyetlen bejárat és négy ehhez hasonló épület szegélyezte, északon az udvart a gyárépület és irodák határolták. Az egész létesítmény központjában az igazgató háza állt. Tulajdonképpen Ledoux egy gyárvárost tervezett, tiszta mértani alapokon.
- Bejárat: A déli kapu a létesítmény egyedüli bejárata. Ide egyenesen torkollik egy keskeny út a közeli Loue folyó irányából. Mivel a teljes forgalom itt zajlott, könnyű volt az ellenőrzés; a lopások számát azáltal is minimálisra lehetett csökkenteni, hogy a munkások nem hagyhatták el a sólepárlót. Az őrállások mellett az épületben egy tárgyalóterem és egy fogda is helyet kapott, illetve itt volt a frissvíz-tartály is. A külső portikuszt hat dór stílusú oszlop alkotja, amelyek egy súlyos architrávot tartottak. Arányaiban az athéni Propülaia korabeli ábrázolásaira emlékeztet, amelyeket Ledoux nyilván ismert. A porticus mögött található sziklabarlangot utánzó átjáró.

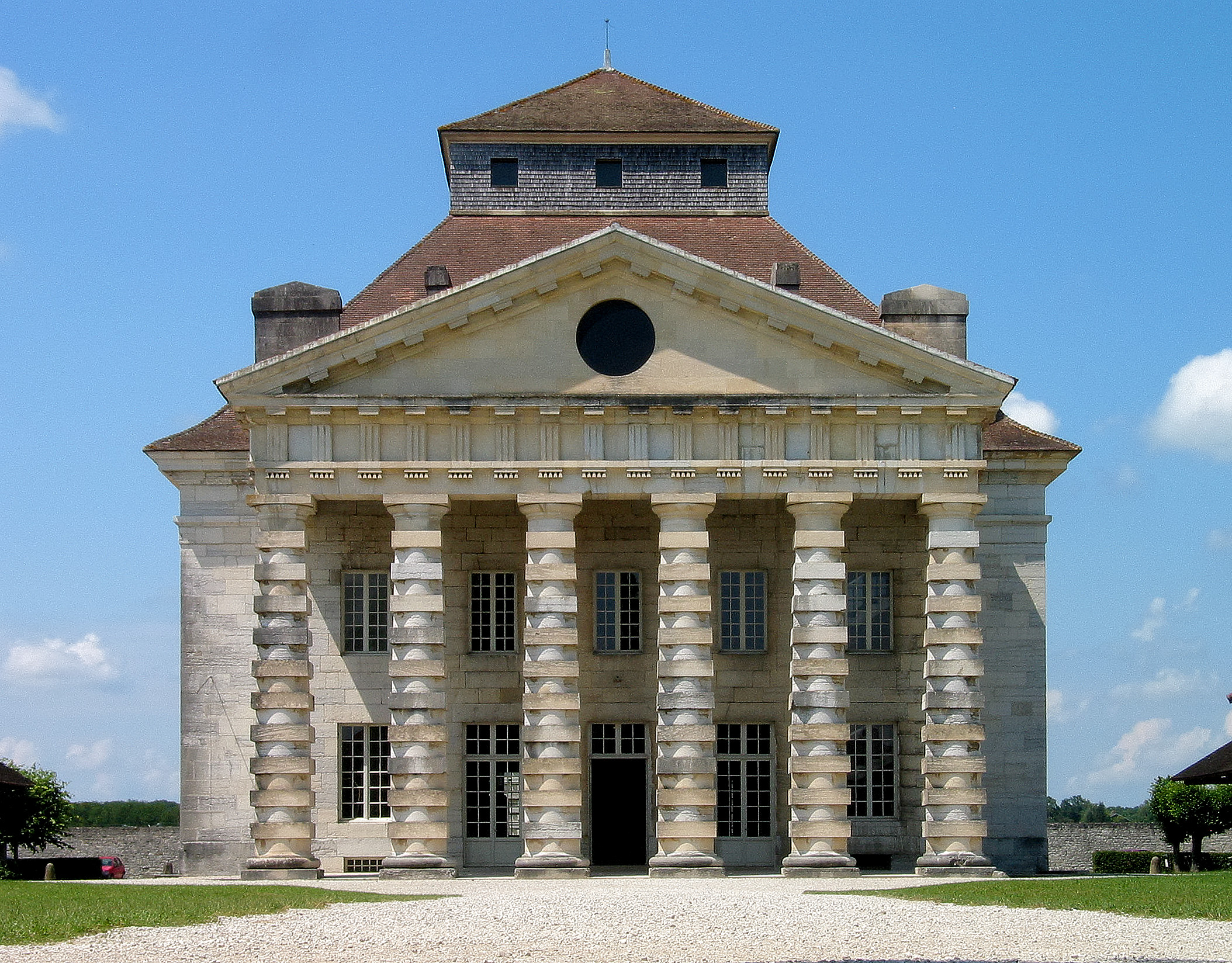
Az igazgató háza

- Az igazgató háza: A Loue-től jövő út a bejáraton át észak felé egyenesen az igazgatói házhoz vezet. Ez a létesítmény mértani középpontja, amelyet a gyárépületek szegélyeznek. A kocka alakú főépület bejárata rusztikus oszlopokkal van díszítve, amelyeket szögletes vágások tagolnak, különleges fény- és árnyékhatást érve el. A timpanonon elhelyezett kör alakú ablak az igazgató szemét jelképezi, aki a király képviseletében felügyel mindent, ami az udvaron történik. A panoptikon vagyis felvigyázótorony ötlete régóta ismert motívum, amelyet néhány évvel később Jeremy Bentham is felhasznált egy börtön tervezésénél. A bejáraton belül egy lépcső visz a kápolna legmagasabb pontján elhelyezett oltárhoz. Az istentiszteletre érkezők a lépcsőn álltak és felfelé kellett nézniük; az igazgató a mögöttük levő galériáról figyelhetett. Ettől a területtől oldalra helyezkedett el a lakótér, illetve az irodák.

- A sóvámhivatal épületei az igazgató házától jobbra és balra álltak, a félkör átmérője mentén. Ide helyezték el az irodákat, az előmunkások és építőmesterek lakásait. A bejárati homlokzat a létesítmény központjára néz; az épületek az összes többihez hasonlóan rusztikus stílusúak. A bejárati díszítés az igazgatói lakhoz hasonlít: két oszlopon egy félkörív nyugszik.

- Sófeldolgozó műhelyek: A két sófeldolgozó műhely az igazgatói laktól balra és jobbra egyszerű, téglalap alakú épületek, amelyek óriási alapterületűek (81 x 28 méter). A tűzhelyek, sóülepítők, raktárak és szárítóhelyiségek felett magas kontyos tető húzódik. Itt nincsenek oszlopok, az átjárást három boltíves nyílás és két embermagas ajtó biztosítja.

- Lakások és műhelyek: A köríven álló négy épület közül kettőt műhelyeknek tartottak fenn, két másikban pedig 12-12 négyszemélyes lakás állt. Az egyszobás lakások egy központi folyosóhoz kapcsolódtak. A munkások tényleges életteréül Ledoux egy kétszintes, galériával ellátott közösségi konyhát tervezett, amely az egész házat fűtötte volna. Ebben valósította meg a természeti törvényeken alapuló közösségi életre vonatkozó eszményképét. A ház főbejárata a magasabb középső traktusban található, szemben az igazgatói lakkal.

### Értékelés

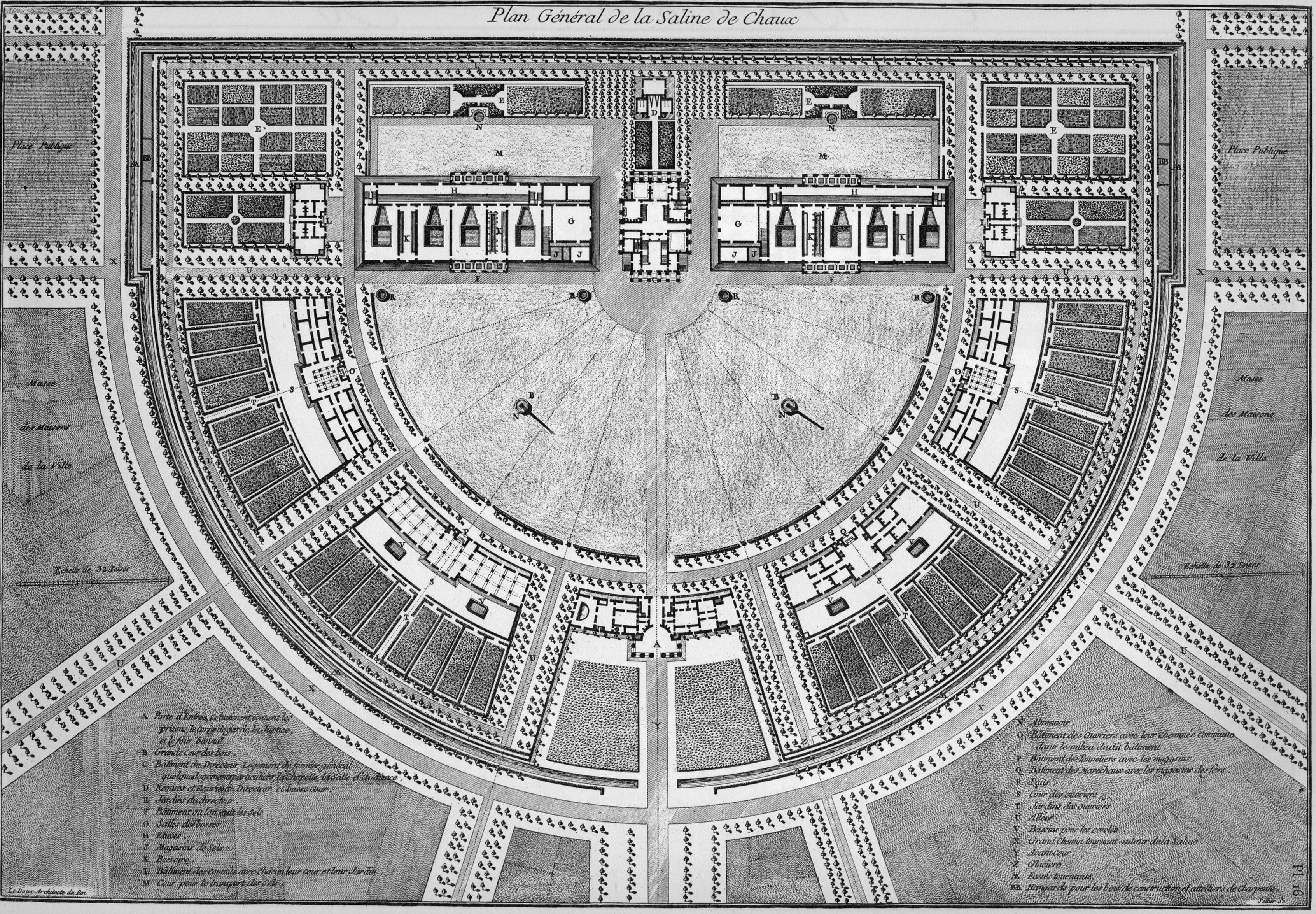
Az elkészült épület eredeti tervrajza

Ledoux nem csupán egy puszta gyárat emelt Chauxban, ennél magasabbra tört. Az egyes funkciók racionális elrendezése egy szigorú geometriába, a korábban alacsonyabbrendűnek tekintett építési feladat felértékelése és a rusztikus motívumokkal díszített újszerű építészeti stílus, illetve az egyszerű testekkel hangsúlyozott óriási formák a sólepárlót a társadalmi és politikai elképzelések alapjává teszik. A létesítményben az abszolút monarchia tükröződik; az igazgatói lak a korlátlan hatalmat ábrázolja. Innen teljes mértékben lehet koordinálni és ellenőrizni az összes folyamatot; a munkások mint alattvalók nem csak fizikailag vannak alávetve az igazgató-uralkodónak (nem hagyhatják el a telepet), hanem szellemi síkon is: az istentisztelet, az ünnep és elmélkedés órája, szintén az igazgató házában és felügyelete alatt zajlik, térben lealacsonyító körülmények között. Nem "a föld sója" felismerés áll a középpontban, hanem a só szolgája.
A bejáratok méretének növekedése a sólepárló hierarchiájának felel meg: igazgató – őrség – irodák – termelés – munkások.
Másrészt viszont Ledoux arra törekszik, hogy a társadalom minden szintjét megfelelő módon megtisztelje. A munkás életét a közösség élményén keresztül értékeli fel; az igényes építészeti keret, a munkáslakások és a munkahelyek mind a természeti törvényeket követő életet teszik lehetővé. Az eszményi elképzelés és az embertelen valóság mindenesetre egymáshoz tapad: a négyszemélyes szobákat művészi megfontolásból apró urna alakú ablakok világítják és szellőztetik, ugyanebből a meggondolásból Ledoux nem tett kéményeket a sóülepítőkbe, ahol a munkások napi tizenkét órát tartózkodtak, ez pedig légúti megbetegedésekhez és korai halálhoz vezetett.

### A sólepárló jelene
A sólepárló egészen 1895-ig üzemelt. A sómonopóliun és a sóadó eltörlésével azonban a lepárló nem tudta soha elérni a neki szánt jelentőséget. Ezenkívül az alapanyag sótartalma is túl alacsony volt, semhogy a termelés gazdaságos lett volna. Az épületkomplexumot a 20. században műemlékvédelem alá helyezték, volt raktár, kaszárnya és a második világháború alatt internálótábor. Végül szanálták és a részben tönkrement részeket újjáépítették, így ma az Arc-et-Senans-i királyi sólepárló mint világörökségi helyszín egy Ledoux-kutatóközpontot, egy sómúzeumot, egy Ledoux művének és eszméinek szentelt múzeumot, valamint vendégszobákat foglal magába. A két hajdani sólepárlóműhely ma kiállítások és rendezvények helyszíne.

## Az eszményi város
A francia forradalom egy csapásra véget vetett Claude-Nicolas Ledoux építészi karrierjének, hiszen ő az ancien régime-t képviselte. 1793-ban egy évre börtönbe zárták, ezt követően támogatásokból élt és elméleti munkásságának szentelte élete végét.

### „L'Architecture…“
1806-ban bekövetkezett halála előtt csak az első kötet jelent meg a „L'Architecture considerée sous le rapport de l'art, des moeurs et de la législation“ című, négykötetes művéből. Ez a Chaux-nak nevezett eszményi város leírását tartalmazza útleírás formájában, tele célzásokkal és klasszikus idézetekkel. Amint az a címből is kiderül, nem csak a város architektúrájának a leírása, hanem az ott lakó társadalomé is, szokásaival és erkölcsi elképzeléseivel együtt. Ledoux így ír az építészről: „Minden az ő hatáskörébe tartozik - politika, erkölcs, törvényhozás, kultúra és kormányzás“, mivel ő a „Teremtő riválisa“. A várost, amelynek a középpontjában a ténylegesen megépült lepárló áll, úgy írja le, mint ami részben létezik, részben még építés alatt áll. Valójában a gyár tartalmaz bizonyos urbanisztikai lehetőséget a továbbfejlesztésre, a többi pedig a tétlenségre ítélt építész utópiája, aki megpróbálta megvédeni saját magát és művét az új államhatalommal szemben.
Jóllehet Ledoux nem ezt írja, a bemutatott tervek az 1774-es lepárlóterv és a 19. század közötti hosszú időszakból származnak. Az ellentmondások nehezen hihetővé teszik a leírt koncepciót, mivel a tervek között vannak megvalósítottak, átdolgozottak és tisztán irodalmi jellegűek is. A forradalom előtt elképzelhetőnek tűnt egy új város építése az erdő közepén. Savoya, Franciaország és az autonóm Franche-Comté részesülni szerettek volna Genf gazdasági sikeréből és ellenvárosokat terveztek a környéken. Ezekből az elképzelésekből azonban csak a savoyai Carouge terve valósult meg.

### Első változat
Ledoux feltehetően legrégebbi Chaux-ábrázolása egy alaprajz, amely anélkül hogy különösképpen belemenne a részletekbe, a chaux-i erdő tényleges hátterén készült. A város kör alakban fekszik a megvalósult sólepárló körül.
A sólepárló teljes körré bővült. Az öt új szimmetrikusan elhelyezett épület tanácsháza és kaszárnya célját szolgálja. Ezt a körletet is fal veszi körül, így a város magja megközelíthetetlen. A falak egyikét körülvevő sugárút mögött gyűrű alakban különböző szélességben folytatódik a lakásépítés: délen zárt beépített udvarok helyezkednek el haszonkertekkel, északon palotaforma alaprajzok díszkertekkel. Keleten és nyugaton két nyilvános tér helyezkedik el, amelyeknek hosszában a templom és a bíróság áll. A teljes várost gyűrű alakú fal veszi körül, amely aláhúzza a határváros jelleget. Az egész terv inkább formális, semmint funkcionális megközelítésben készült.

### Második változat

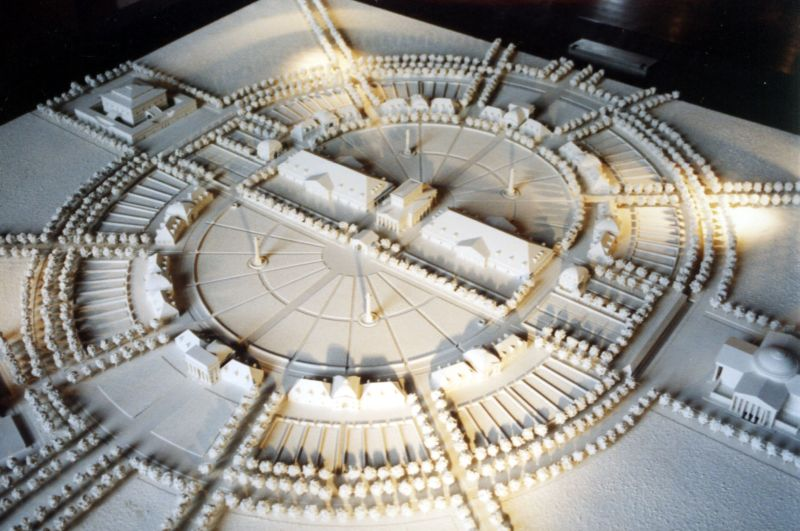
Az eszményi várossá bővítés makettje

A város következő alaprajza első ránézésre nagyon hasonlít az alaprajzhoz,. A sólepárló és a kaszárnyák állnak a fallal körülvett központban. A szigorú körgyűrűs elképzelés követése helyett azonban a város ezúttal beolvad a tájba, egyre inkább erdei várossá válik. A fizikai környezet szempontjából eszményi társadalommá válik. A nyilvános épületek központi helyet foglalnak el, a templom most nyugaton fekszik, keleten pedig egy piac található. Új elemek a tőzsde, a fürdő és további templom formájú épületek, így a valódi lakóépületek száma csökken.

### Az egyes épületek
Ledoux számos nyilvános épületnek az egyedi nézetét is bemutatja. Egyesek városi környezetben állnak, mások teljesen belesimulnak az erdős és sziklás tájba, amely Árkádiára emlékeztet. Mindegyikben közös a Zentralbau-motívum, mint Ledoux közösségi eszményeinek a leképezése, ami újra meg újra jelentkezik a szövegeiben. Feltűnő, hogy a társadalom és a hasznosság irodalmi szempontja sokkal fontosabb, mint az építészeti vagy urbanisztikai összhang.
A Loue-hidak ábrázolásai egyúttal a város legújabb ábrázolásai is. A város aszimmetrikusan és szabálytalanul nyúlik be a tájba, ez ismét tiszta fantáziakép, és nincs köze Arc-et-Senans környékéhez. A Franciaország keleti részének ellátására tervezett ágyúgyár környezete is egy a természetben fekvő várost mutat, Chaux lehetséges ipari fejlődését ábrázolva. Érdekes ebben az összefüggésben, hogy Ledoux ipari alapokra helyezi a várost, vagyis eltávolodik az olyan hagyományos városalapítási szempontoktól, mint a kereskedelem vagy a katonai megfontolások, és a 19. század végének megfelelő gazdasági szempontokat vetíti előre.

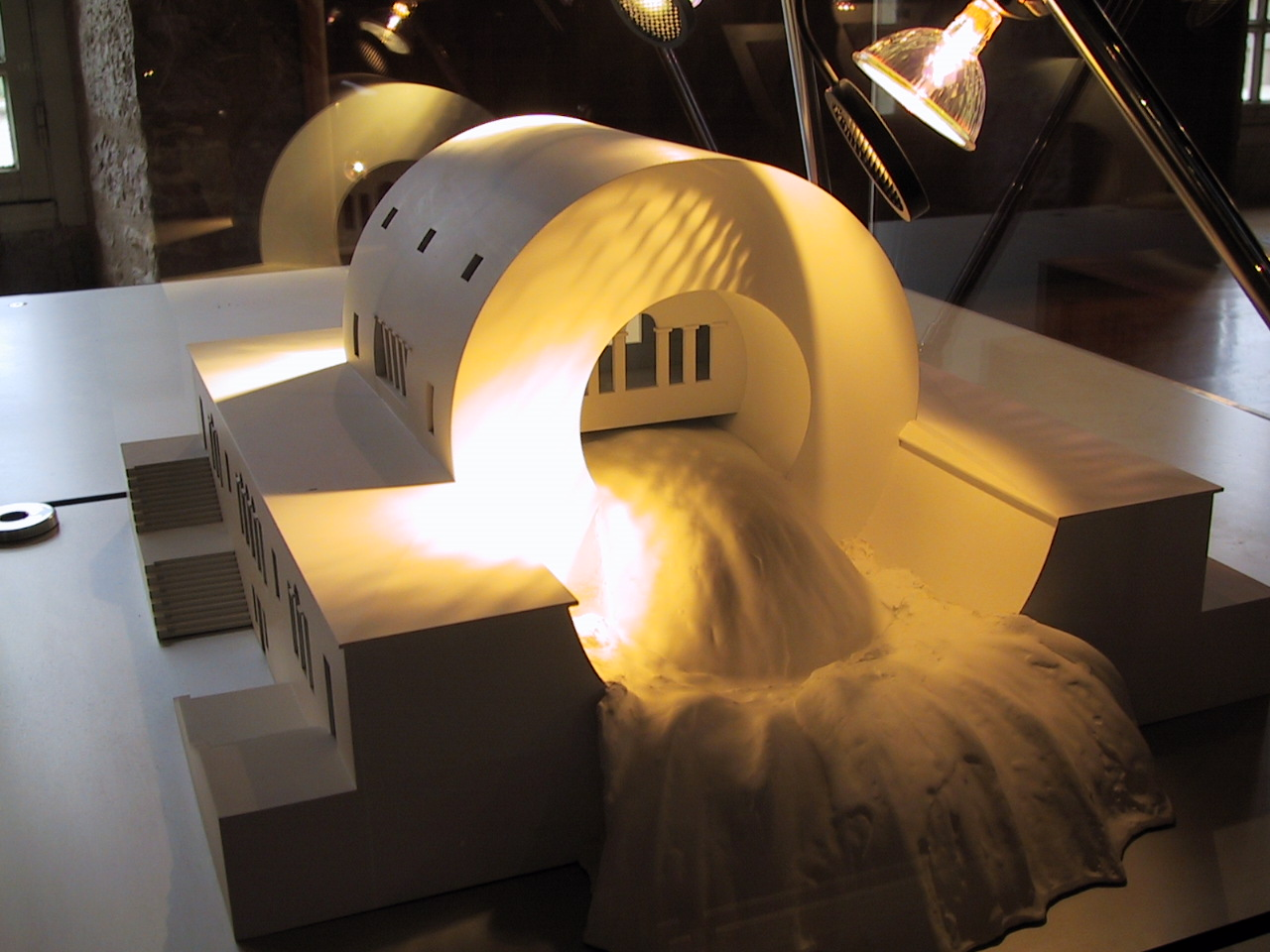
A folyamőr házának makettje

Híresek Ledoux azon tervei, amelyek az egyes szakmáknak megfelelő építményeket ábrázolják, de soha nem városi lakásformákat. Az „architecture parlante“ értelmében az épület rendeltetése és lakói a külsőről leolvashatóak: a szenes háza mintha brikettekből állna, a favágóé rönkutánzatokból áll, végül pedig a folyamőr háza fizikailag is a folyó köré épül. Ledoux eltávolodott a szokásos építészeti értelemben vett várostól és egy ideális társadalom ideális építészetét írta le.
Ebben az értelemben kell tekinteni az általa feltalált új épülettípusokat is. Az olyan neologizmusok, mint a pacifère (békéltető bíróság) vagy panaréthéon (a tökéletes erény háza) az antik épületekre emlékeztetnek; szerepük pedig az erény, közösség, testvériség közvetítése. Ledoux szeme előtt a szabadkőművesség eszméi lebegtek és úgy hitte, hogy az egyén az építészet által befolyásolható. A tudás átadása szintén fontos alapeleme társadalmának, így számos épülete különböző témákat ábrázoló képeket és feliratokat hordoz.

### Cenobies
Ledoux eltávolodását a városi életformától és közeledését a vidék felé a legjobban a cenobies tervei mutatják – ezek kolostorszerű építmények erdei közösségek számára. Ebben a városban fellelhető a visszatérés az őstársadalomhoz: „… ahol bölcs emberek a természet törvényeinek megfelelően élnek együtt és próbálják valóra váltani az aranykor mesés idejének kívánatos szerencséjét“

### A temető

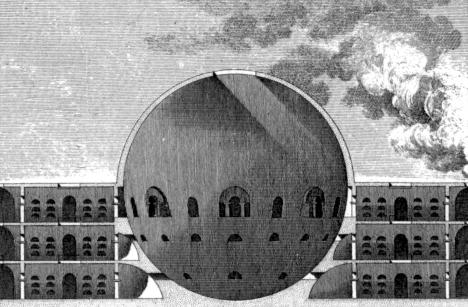
A temető terve

A kör a legeszményibb forma a Zentralbau számára. A természet idealizálásában a kör szintén nagy szerepet játszik: „A természetben minden kör alakú. A vízbehulló kő köralakokat rajzol, a körmozgás legyőzi a nehézkedési erőt; a levegő és a tenger állandó köröket írnak le, a mágnesnek ott vannak a kör alakú mezői, a Földnek a pólusai (…); a Szaturnusz és a Jupiter holdjai körülöttük forognak; végül maguk a bolygók is köröznek hatalmas pályájukon. “ Ledoux legradikálisabb terve, a temető közepén egy gömb áll, félig a talajba süllyesztve és koncentrikus katakombákkal körbevéve. A "halottak városának" középpontja megközelíthetetlen, a halottak közösségének a középpontja a gömb, amely Ledoux számára a természetet, az Univerzumot jelképezi.

### Összefoglalás
Chaux, az ideális város terve egyetlen ember, Claude-Nicolas Ledoux agyában fogant meg. A tervezet alapjául szolgáló társadalomkép azonban nem egységes és ellentmondások szövik át. Ledoux nem republikánus, hanem a monarchia és a felvilágosodás híve volt. Az emberek egyenlősége helyett a társadalmi létra minden fokának meg kívánta adni az őt megillető tiszteletet. Emellett óriási különbség van a naivan elgondolt építészeti jótétemény és a valós használat között. Későbbi írásaiban egy megreformált társadalom bukkan fel, amely az erény, a bölcsesség, a józanság és a belátás alapjaira épül.

## Fordítás
- Ez a szócikk részben vagy egészben  a   Königliche Saline in Arc-et-Senans című német Wikipédia-szócikk ezen változatának fordításán alapul.  Az eredeti cikk szerkesztőit annak laptörténete sorolja fel. Ez a jelzés csupán a megfogalmazás eredetét és a szerzői jogokat jelzi, nem szolgál a cikkben szereplő információk forrásmegjelöléseként.